# 宇航员妻子俱乐部
宇航员妻子俱乐部是一个非正式的妇女支持团体，有时被称为天文妇女。其成員是美國水星计划7位宇航员的妻子，分別是安妮·格伦（Annie Glenn）、贝蒂·格里森（Betty Grissom）、路易丝·谢泼德（Louise Shepard）、特鲁迪·库珀（Trudy Cooper）、玛吉·斯莱顿（Marge Slayton）、雷内·卡彭特（Rene Carpenter）和乔·席拉（Jo Schirra）。

## 背景
二十世纪中叶，美国和苏联之间的冷战紧张局势加剧。为了增强美国公民对政府的信心，美国总统德怀特·艾森豪威尔决定参加太空竞赛，并在20世纪50年代末启动了水星计划。七名年轻人被选为这次太空任务的候选人。宇航员们以全美国英雄的形象呈现给公众，而他们的妻子作为国内爱国主义的象征呈现给公众。当她们的丈夫在佛罗里达州卡纳维拉尔角工作时，这些妇女都住在休斯敦，许多人互为邻居。妻子们组成了一个名为「宇航员妻子俱乐部」的小组。他们轮流举办「發射派對」——每当有发射任务时，便舉行聚餐为对方提供支持。

## 名气
这些女性，一夜之间成为名人，在塑造美国形象方面颇有影响力。在这个焦虑时期，美国人被鼓励在家庭、爱国主义和消费主义等价值观上找到安全，这体现在宇航员的妻子们的价值观上。莉莉·科佩尔认为，人们普遍认为，在冷战期间，妇女需要追求健康的婚姻和家庭生活，以此作为支持美国的一种方式。据《正确的东西》的作者汤姆·沃尔夫说，美国宇航局将宇航员的妻子们评论为「七个完美无瑕的娃娃」，「准备为勇敢的小伙子们提供一切帮助」。《生活》杂志买下了她們故事的独家版权，在1959年9月21日出版的《生活》杂志上发表了一系列第一人称视角的她們故事。

## 著名的“宇航员妻子”
安妮·格伦1920年2月17日出生于俄亥俄州哥伦布市，當時的名字是安娜·玛格丽特·卡斯特。她一家后来搬到了附近的俄亥俄州新康科德，格伦先生一家也住在當地，两人成了童年时的玩伴。安妮·格伦于1942年毕业于穆辛姆学院，获得音乐和教育学位。她和格伦于1943年结婚，育有两个孩子。她从小口吃严重，1973年成功治愈，1979年第一次发表演讲。她成为言语障碍患者的倡导者，并成为俄亥俄州立大学语音病理学副教授。1987年，美国语音-语言-听力协会为她设立了年度奖项。2016年她的丈夫去世了，格伦于2020年5月19日因新冠肺炎并发症去世，享年100岁。
路易丝·谢泼德的昵称是「太空第一夫人」，她的丈夫艾伦·谢泼德是第一位进入太空的宇航员。她成为了「该团体的第一个偶像」，服装店售賣與她前往白宮時穿的同款衣服庆祝發射成功。
乔·席拉出生于西雅图，父母是唐纳德和约瑟芬·弗雷泽。1946年她嫁给了海军飞行员瓦里希拉。她于2015年4月27日去世。

雷内卡彭特和她的孩子在新闻发布会上

雷内·卡彭特，出生時名字是雷内·普莱斯，在剧院当接待员时遇见了斯科特·卡彭特。他们于1948年9月9日在科罗拉多州博尔德结婚。1949年11月，她生了第一个孩子，小斯科特。13个月后，他们的第二个孩子蒂姆出生，但6个月後去世。其後这对夫妇又生了三个孩子。《生活》杂志在极光7号发射期间以第一人称讲述了她的故事。她和斯科特·卡彭特后来离婚了，她和孩子搬到了马里兰州的贝塞斯达。她有一个名为「一个女人，仍然是」的联合报纸专栏。1972年到1976年间，她是一名电视节目主持人，先是与《每个女人》一起工作，然后与《早上九点》一起工作。她也为国家健康保险委员会工作。后来，她嫁给了房地产开发商莱斯特·肖尔。
1962年选出来的宇航员的妻子于 1963 年 12 月开始会面。接下来的九位或新的九位妻子包括帕特·怀特、玛丽莲·西、玛丽莲·洛弗尔、苏珊·博尔曼、简·康拉德、简·阿姆斯特朗、费伊·斯塔福德、芭芭拉·杨和帕特·麦克迪维特。

## 媒体
1998年的迷你系列片《从地球到月球》由汤姆·汉克斯制作，其中一集是莎莉·菲尔德写的《原始妻子俱乐部》，讲述第二組宇航員的事。2013年《纽约时报》畅销书《宇航员妻子俱乐部》由莉莉·科佩尔撰写。2015年，一部基于该书的电视迷你系列也被命名为「宇航员妻子俱乐部」。

## 经常被提及的“宇航员妻子”名单
| 宇航员组          | 第一任配偶                               | 宇航员           | 婚姻的命运               |
| ----------------- | ---------------------------------------- | ---------------- | ------------------------ |
| 第1组（水星七人） | 雷内·普莱斯 Rene Price (1948)            | 斯科特·卡彭特    | 1968年分居； 1972年离婚  |
| 第1组（水星七人） | 特鲁迪·奥尔森 Trudy Olson (1947)         | 戈登·库珀        | 1970年离婚               |
| 第1组（水星七人） | 安妮·卡斯特 Annie Castor (1943)          | 约翰·格伦        | 从未离婚                 |
| 第1组（水星七人） | 贝蒂·摩尔 Betty Moore (1945)             | 格斯·格里森      | 1967年丧偶（阿波罗1号）  |
| 第1组（水星七人） | 约瑟芬·弗雷泽 Josephine Fraser (1946)    | 沃利·希拉        | 从未离婚                 |
| 第1组（水星七人） | 路易丝·布鲁尔 Louise Brewer (1945)       | 艾伦·谢泼德      | 从未离婚                 |
| 第1组（水星七人） | 玛乔丽·伦尼 Marjorie Lunney (1955)       | 德克·斯莱顿      | 1978年离婚               |
| 第2组（新九）     | 简·希伦 Jan Shearon (1956)               | 尼尔阿姆斯特朗   | 1994年离婚               |
| 第2组（新九）     | 苏珊·布格比 Susan Bugbee (1950)          | 弗兰克·博尔曼    | 从未离婚                 |
| 第2组（新九）     | 简·杜博斯 Jane DuBose (1953)             | 皮特·康拉德      | 1988年离婚               |
| 第2组（新九）     | 玛丽莲·盖拉赫 Marilyn Gerlach (1952)     | 吉姆·洛弗尔      | 从未离婚                 |
| 第2组（新九）     | 帕特里夏·哈斯 Patricia Haas (1957)       | 吉姆·麦克迪维特  | 1989年离婚               |
| 第2组（新九）     | 玛丽莲·德纳希 Marilyn Denahy (1954)      | 艾略特·西        | 1966 年丧偶（ T-38坠毁） |
| 第2组（新九）     | Faye Shoemaker (1953)                    | 汤姆斯塔福德     | 1985年离婚               |
| 第2组（新九）     | 帕特·费根 Pat Finegan (1953)             | 埃德·怀特        | 1967年丧偶（阿波罗1号）  |
| 第2组（新九）     | 芭芭拉·怀特 Barbara White (1956)         | 约翰·杨          | 1972年离婚               |
| 第 3 组           | 琼·阿彻 Joan Archer (1954)               | 巴兹奥尔德林     | 1974年离婚               |
| 第 3 组           | 瓦莱丽·霍德 Valerie Hoard (1954)         | 比尔·安德斯      | 从未离婚                 |
| 第 3 组           | 珍妮·马丁 Jeannie Martin (1955)          | 查理·巴塞特      | 1966 年丧偶（T-38 坠毁） |
| 第 3 组           | 苏·拉格斯代尔 Sue Ragsdale               | 艾伦·比恩        | 1976年离婚               |
| 第 3 组           | 芭芭拉·艾奇莉 Barbara Atchley (1961)     | 吉恩·塞尔南      | 1980年分居； 1981年离婚  |
| 第 3 组           | 玛莎·霍恩 Martha Horn (1957)             | 罗杰·查菲        | 1967年丧偶（阿波罗1号）  |
| 第 3 组           | 帕特里夏·芬尼根 Patricia Finnegan (1957) | 迈克尔柯林斯     | 从未离婚                 |
| 第 3 组           | 洛艾拉·艾尔比 Lo Ella Irby               | 沃尔特·坎宁安    | 离婚                     |
| 第 3 组           | 哈丽特·汉密尔顿 Harriet Hamilton         | 唐恩艾泽尔       | 1968年离婚               |
| 第 3 组           | 費絲·克拉克 Faith Clark                  | 西奥多·弗里曼    | 1964 年丧偶（T-38 坠毁） |
| 第 3 组           | 芭芭拉·菲尔德 Barbara Field              | 迪克·戈登        | 离婚                     |
| 第 3 组           | 克莱尔·惠特菲尔德 Clare Whitfield        | 拉塞尔·施威卡特  | 离婚                     |
| 第 3 组           | 安·奥特 Ann Ott (1959)                   | 戴夫·斯科特      | 2000年离婚？             |
| 第 3 组           | 贝丝·兰舍 Beth Lansche (1964)            | 克利夫顿威廉姆斯 | 1967 年去世（T-38 坠毁） |